# 格羅拉·斯里維加亞體育場
格羅拉·斯里維加亞體育場也稱為查卡峇林體育場（按照字面“查卡峇林體育競技場”），是一座為於印尼南蘇門答臘省巨港查卡峇林體育城的綜合體育場。它常用於舉行足球賽事，可容納23000人。斯里維加亞足球俱樂部以本體育場為主場。